# Atithasus bimaculatus
Atithasus bimaculatus là một loài tò vò trong họ Ichneumonidae.